# Norbert Turini
Norbert José Henri Turini (ur. 30 sierpnia 1954 w Cannes) – francuski duchowny katolicki, biskup Perpignan-Elne w latach 2015–2022, arcybiskup Montpellier od 2022.

## Życiorys

### Prezbiterat
Święcenia kapłańskie otrzymał 27 czerwca 1982 i został inkardynowany do diecezji nicejskiej. Był m.in. opiekunem rocznika propedeutycznego w nicejskim seminarium, wikariuszem biskupim ds. duszpasterstwa młodzieży oraz wikariuszem generalnym diecezji.

### Episkopat
30 czerwca 2004 papież Jan Paweł II mianował do biskupem diecezjalnym Cahors. Sakry biskupiej udzielił mu 10 października 2004 ówczesny arcybiskup Tuluzy - Émile Marcus.
18 października 2014 papież Franciszek ustanowił go biskupem diecezji Perpignan-Elne. Ingres odbył się trzy miesiące później.
9 lipca 2022 ten sam papież mianował go arcybiskupem Montpellier. Ingres odbył się 23 października 2022.